# لایل کریلمن
لایل موریسون کریلمن (انگلیسی: Lyle Morrison Creelman؛ ۱۴ اوت ۱۹۰۸ – ۲۰۰۷) یک پرستار مشهور اهل کانادا بود.
وی لیسانس پرستاری را از دانشگاه بریتیش کلمبیا و فوق‌لیسانسش را از دانشگاه کلمبیا در نیویورک دریافت داشت.
پیش از پایان جنگ جهانی دوم او مدتی از سوی سازمان ملل متحد، رئیس پرستاران در ناحیهٔ بریتانیایی آلمان تحت اشغال متفقین بود و در شرایط بسیار سختی، از جمله در اردوگاه‌های کار اجباری آلمان نازی که تعمداً توسط نیروهای آلمان نازی آلوده به تیفوس شده بودند، کار کرد.
پس از جنگ جهانی دوم، دانشگاه نیوبرانزویک به او دکترای افتخاری حقوق (۱۹۶۳) و دانشگاه بریتیش کلمبیا، دکترای افتخاری علوم (۱۹۹۲) اعطا نمودند.
او از سال ۱۹۵۴ تا ۱۹۶۸ میلادی، رئیس دفتر پرستاری سازمان جهانی بهداشت بود.